# قلعة غزنة
قلعة غزنة (بالفارسية والبشتوية :غزني) حصن كبير يقع في مدينة غزنة شرق أفغانستان . بنيت في القرن 13 لتحيط ببلدة غزنة مُشَكِّلَةً بذلك مدينةً مُسَوَّرة . حيث يبلغ ارتفاعها 45 متراً.

## تاريخ
على مدى 800 سنة من وجودها شهدت قلعة غزنة العديد من المعارك حيث كانت مسرحاً لمعركة غزنة خلال الحرب الإنجليزية الأفغانية الأولى حين اقتحمت القوات البريطانية - الهندية القلعة وسيطرت عليها في 23 يوليو 1839 بعد أن أنهت مقاومة المتحصنين بها بقيادة غلام حيدر خان ابن أمير البركزاي دوست محمد خان , كما شهدت القلعة في العقود الأخيرة أعمال عنف كثيرة.

## تهديدات
تعاني قلعة غزنة القديمة من التدهور والإهمال، والكثير من الأبراج والجدران في الحصن قد تهدمت، وساهمت عقود من الحروب واستمرار عدم الاستقرار السياسي في أفغانستان في تضرر القلعة، كما أعاقت الحرب وقلة الدعم المالي جهود إعادة ترميم القلعة

## الصور

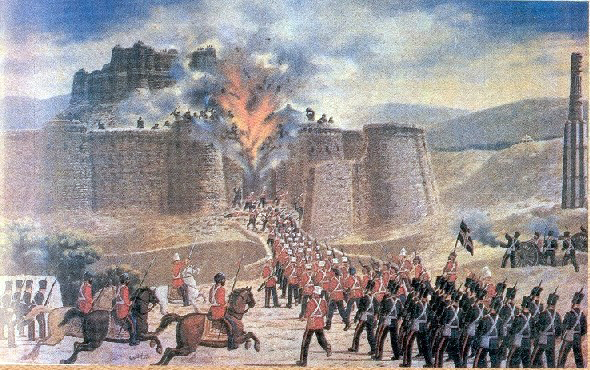
القوات البريطانية - الهندية تهاجم قلعة غزنة خلال الحرب الإنجليزية الأفغانية الأولى 1839.
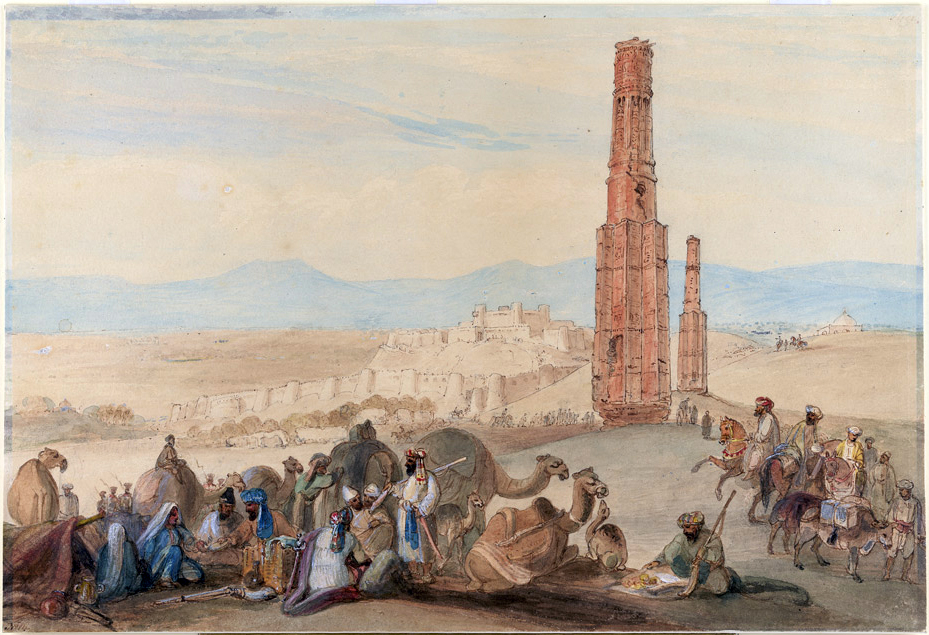
لوحة لجيمس أتكنسون تُظهر منارة غزنة وتبدو قلعة غزنة في الخلف ,1839.
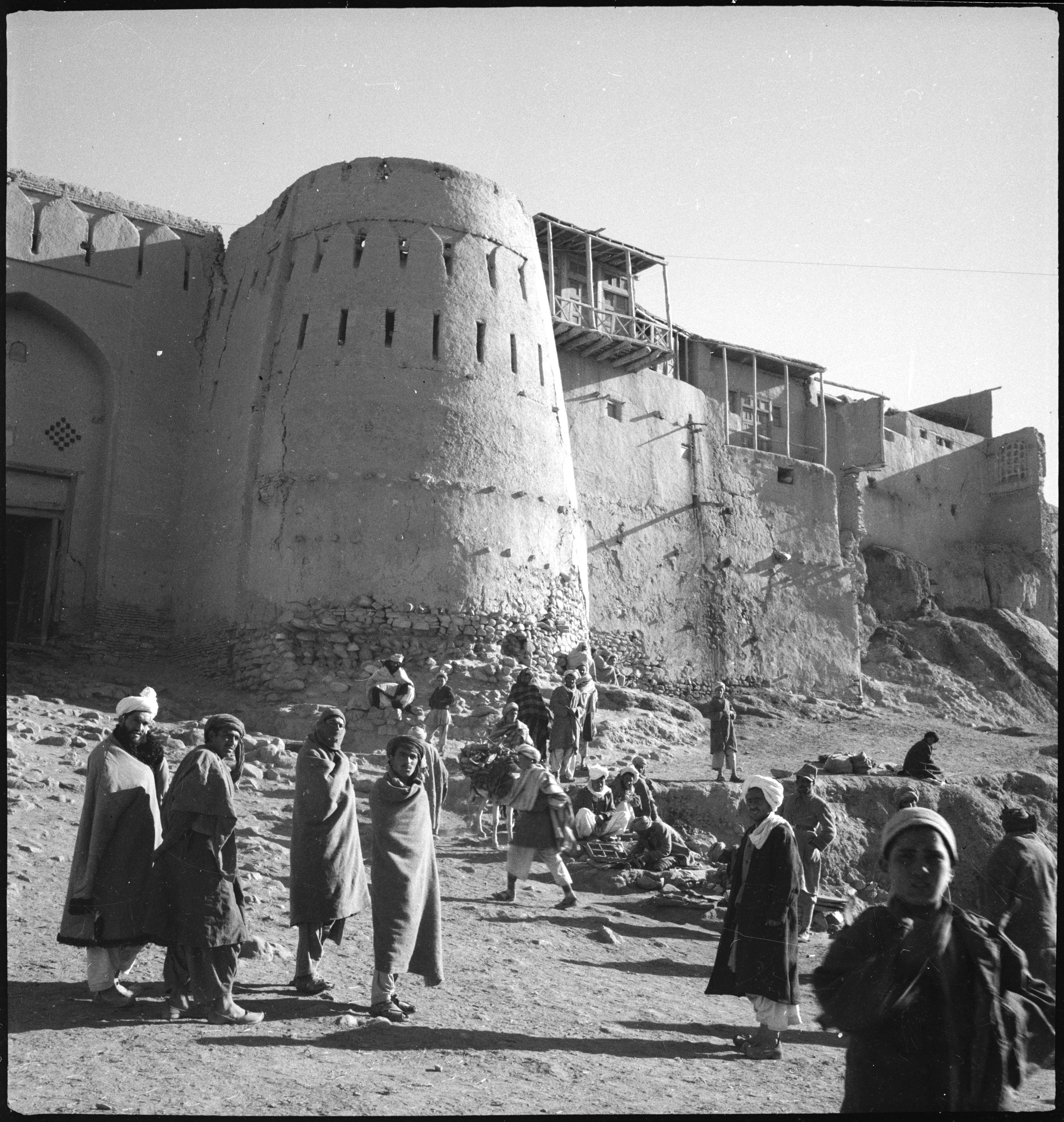
سور قلعة غزنة 1939-1940.
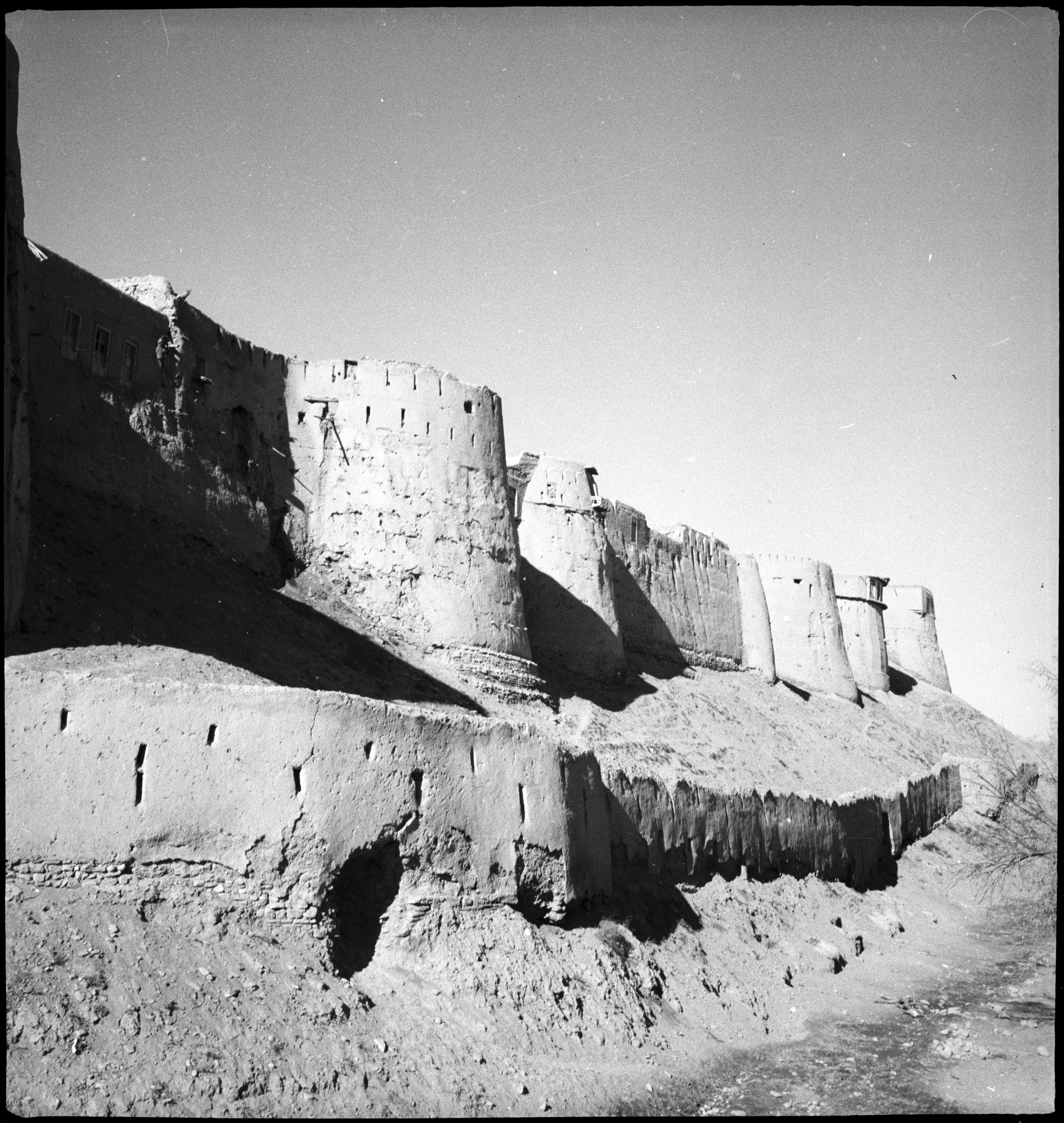
أبراج في سور قلعة غزنة 1939-1940.

## انظر ايضاً
- غزنة
- الحرب الإنجليزية الأفغانية الأولى
- الدولة البركزاية